# Gavialosuchus
Gavialosuchus è un genere estinto di coccodrilli, vissuto tra l'Oligocene superiore e il Pliocene inferiore (25 – 5 milioni di anni fa). I suoi resti fossili sono stati ritrovati in Europa e in Nordamerica.

## Descrizione
Questo animale era di notevoli dimensioni, e poteva superare i sei metri di lunghezza. Il cranio era lungo e abbastanza sottile rispetto a quello della maggior parte dei coccodrilli attuali, e assomigliava in modo notevole a quello del falso gaviale (Tomistoma schlegelii). Il rostro era comunque robusto e armato di denti conici e appuntiti. Il corpo, come nei coccodrilli attuali, era ricoperto da una corazza costituita da osteodermi.

## Classificazione
Il gavialosuco è stato descritto per la prima volta nel 1885, sulla base di resti risalenti al Miocene inferiore rinvenuti in Austria. La specie tipo (Gavialosuchus eggenburgensis) è però meno conosciuta rispetto alle due specie americane rinvenute successivamente: G. americanus della Florida (Miocene superiore – Pliocene inferiore) e G. carolinensis della Carolina del Sud (Oligocene superiore). Un'altra specie potrebbe essere vissuta in Georgia nel Miocene.

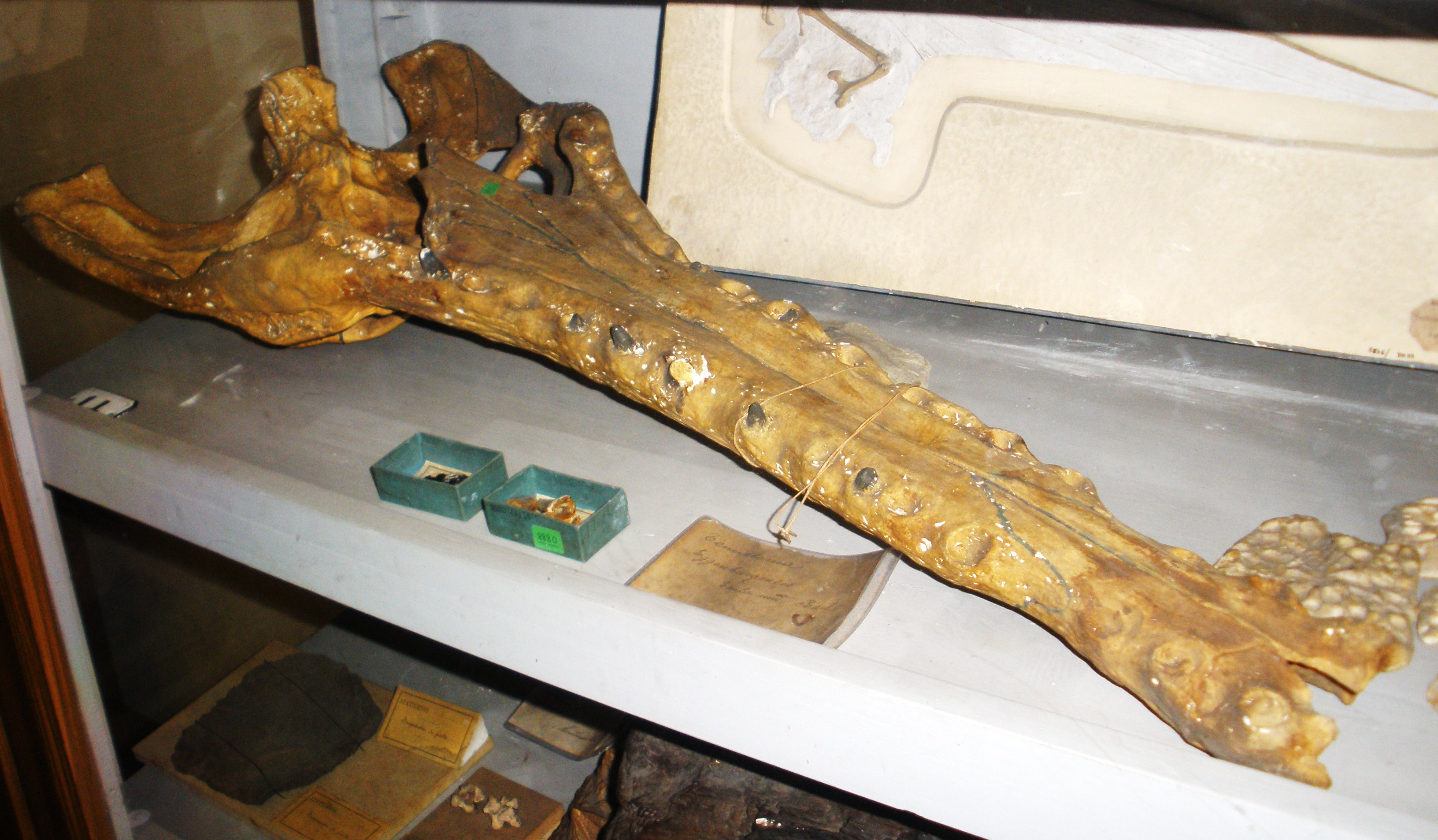
Gavialosuchus eggenburgensis

Vi è una certa difficoltà nel comprendere quale specie appartenesse effettivamente al genere Gavialosuchus: sembra che le forme americane non fossero strettamente imparentate con la specie europea, e che possano essere ascritte al genere Thecachampsa. Altri studi, in ogni caso, affermano che queste forme siano a tutti gli effetti da ascrivere a Gavialosuchus.
Anche la posizione sistematica del genere non è chiara: alcuni studiosi ritengono che fosse un primitivo rappresentante dei gavialidi (Gavialidae), altri che fosse uno stretto parente dell'attuale falso gaviale (Tomistoma schlegelii). Secondo recenti studi anche la specie del Miocene superiore sardo, Tomistoma calaritanus, dovrebbe rientrare in questo genere.

## Stile di vita

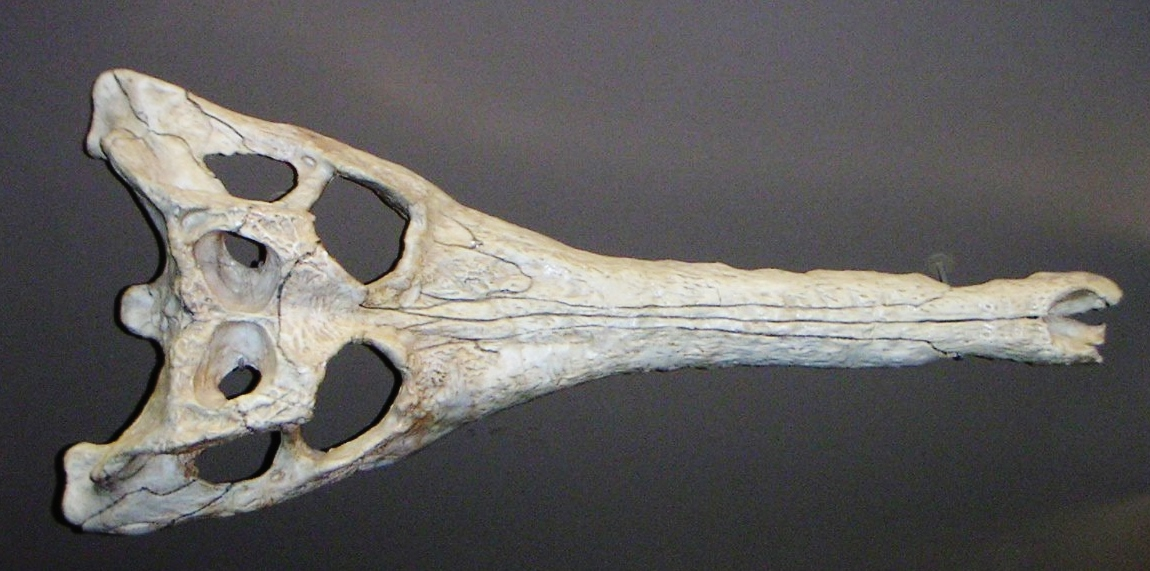
Cranio di Gavialosuchus eggenburgensis

Il gavialosuco, al contrario di molti coccodrilli attuali, viveva presso gli estuari o in zone costiere, e si spingeva in acque marine basse. I resti delle specie americane sono stati ritrovati in associazione con numerosi pesci, sirenii e cetacei. È probabile che questo animale fosse il massimo predatore del suo ambiente.